# Frankie Goes to Hollywoods diskografi
Frankie Goes to Hollywood var ett brittiskt syntpopband från Liverpool, grundat 1980. Bandet bestod av sångaren Holly Johnson, sångaren och dansaren Paul Rutherford, basisten Mark O'Toole, gitarristen Brian Nash och trumslagaren Peter Gill. Under sin verksamma tid släppte Frankie Goes to Hollywood två studioalbum, sju singlar och tio musikvideor. Sedan dess har nästan alla av deras låtar getts ut som nyutgåvor på kompaktskiva, inklusive diverse samlingsalbum och CD-singlar. På senare år har bandets skivbolag gett ut originalmaterial som inte gavs ut under tiden som bandet var aktivt.
Frankie Goes to Hollywoods genombrott kom 1983 med lanseringen av debutsingeln "Relax", vilken sågs som kontroversiell, på grund av dess explicita texter och suggestiva musikvideo. Musikvideon, som spelades in på en gayklubb, blev bannlyst av både BBC och MTV. Efter att först ha klättrat långsamt på topplistorna, och sedan gått nedåt igen, hamnade till slut "Relax" högst upp på UK Singles Chart och stannade där i fem veckor. Singeln är en av de mest sålda brittiska singlarna någonsin. "Relax" fann även framgång i USA där den hamnade på plats 10 på Billboard Hot 100. Deras debutalbum, Welcome to the Pleasuredome, lanserades i oktober 1984 och hamnade på plats 1 på UK Albums Chart. Albumet hamnade högt upp på flera internationella topplistor, och har lyckats uppnå platinastatus i Kanada, Storbritannien och Tyskland. Ytterligare tre singlar släpptes från albumet: "Two Tribes", "The Power of Love" och "Welcome to the Pleasuredome". "Two Tribes" och "The Power of Love" hamnade även de på plats 1 på UK Singles Chart medan "Welcome to the Pleasuredome" som högst nådde plats 2.
Två år senare släpptes Frankie Goes to Hollywoods sitt andra och senaste studioalbum under namnet Liverpool. Detta album misslyckades med att nå samma framgångar som Welcome to the Pleasuredome, då bara en av tre singlar som släpptes från albumet hamnade på topp 10. Liverpool nådde plats 5 på UK Albums Chart och certifierades silverstatus av British Phonographic Industry.
För att sammanfalla med utgivningen av samlingsalbumet Bang!... The Greatest Hits of Frankie Goes to Hollywood utgavs "Welcome to the Pleasuredome" (1993) och "Two Tribes" (1994) i nya remixversioner i Storbritannien. Singlarna "The Power of Love" (1993) och "Relax" återlanserades men i sina originalversioner (båda CD-singlarna innehöll minst en 12-tumsremix från 1984). När man år 2000 släppte samlingsalbumet Maximum Joy utgav man även då remixversioner av "Two Tribes", "The Power of Love" och "Welcome to the Pleasuredome" som alla hamnade på UK Singles Chart.

## Album

### Studioalbum
| 1984                                                  | Welcome to the Pleasuredome - Släppt: 29 oktober 1984 - Skivbolag: ZTT, Island Records - Format: LP, CD, kassettband | 7  | 7 | 30 | 9  | 2 | 8 | 1  | 5 | 7  | 4 | 1 | 33 | 3 | - Kanada: Platina - Storbritannien: Platina - Tyskland: 3× Platina - USA: Guld |
| 1986                                                  | Liverpool - Släppt: 20 oktober 1986 - Skivbolag: ZTT - Format: LP, CD, kassettband                                   | 72 | 9 | 31 | 72 | 5 | 8 | 12 | 7 | 13 | 5 | 5 | 88 | 7 | - Storbritannien: Guld - Tyskland: Guld                                        |
| "—" betecknar att albumet inte tog sig upp på listan. | |    |   |    |    |   |   |    |   |    |   |   |    |   |                                                                                |

### Samlingsalbum
| 1985                                                  | Bang! - Släppt: 10 juli 1985 - Skivbolag: ZTT, Island - Format: LP, CD, kassettband                                                  | — | —  | 21 | —  | —  | —  | —  | —  | —  | —  |                                         |
| 1993                                                  | Bang!... The Greatest Hits of Frankie Goes to Hollywood - Släppt: 18 oktober 1993 - Skivbolag: ZTT, Island - Format: CD, kassettband | 5 | 15 | —  | 20 | 38 | 11 | 21 | 8  | 4  | 15 | - Storbritannien: Guld - Tyskland: Guld |
| 1994                                                  | Reload! Frankie: The Whole 12 Inches - Släppt: Maj 1994 - Skivbolag: ZTT - Format: CD, kassettband                                   | — | —  | —  | —  | —  | —  | —  | —  | —  | —  |                                         |
| 2000                                                  | Maximum Joy - Släppt: 25 oktober 2000 - Skivbolag: ZTT - Format: CD, kassettband                                                     | — | —  | —  | —  | —  | —  | —  | —  | 54 | —  |                                         |
| 2000                                                  | The Club Mixes 2000 - Släppt: 14 november 2000 - Skivbolag: Repertoire - Format: CD, kassettband                                     | — | —  | —  | —  | —  | —  | —  | —  | —  | —  |                                         |
| 2001                                                  | Twelve Inches - Släppt: 16 augusti 2001 - Skivbolag: ZTT - Format: CD, kassettband                                                   | — | —  | —  | —  | —  | —  | —  | —  | —  | —  |                                         |
| 2001                                                  | Rage Hard: The Sonic Collection - Släppt: 2001 - Skivbolag: ZTT - Format: SACD                                                       | — | —  | —  | —  | —  | —  | —  | —  | —  | —  |                                         |
| 2009                                                  | Frankie Say Greatest - Släppt: 2 november 2009 - Skivbolag: ZTT - Format: CD                                                         | — | —  | —  | —  | —  | —  | —  | —  | 27 | —  |                                         |
| 2012                                                  | Sexmix - Släppt: 3 augusti 2012 - Skivbolag: Salvo - Format: CD                                                                      | — | —  | —  | —  | —  | —  | —  | 61 | —  | —  |                                         |
| 2012                                                  | Frankie Said - Släppt: 5 november 2012 - Skivbolag: ZTT - Format: CD                                                                 | — | —  | —  | —  | —  | —  | —  | —  | 87 | —  |                                         |
| 2013                                                  | The Best of Frankie Goes to Hollywood - Släppt: 20 september 2013 - Skivbolag: Metro Select - Format: CD                             | — | —  | —  | —  | —  | —  | —  | —  | —  | —  |                                         |
| 2015                                                  | Simply Frankie Goes to Hollywood - Släppt: 6 juli 2015 - Skivbolag: Union Square Music - Format: CD                                  | — | —  | —  | —  | —  | —  | —  | —  | —  | —  |                                         |
| "—" betecknar att albumet inte tog sig upp på listan. | |   |    |    |    |    |    |    |    |    |    |                                         |

## Singelskivor

### Singlar
| 1983                                                  | "Relax"                       | 5  | 1  | 3  | 11 | 5  | 2 | 10 | 1  | 4  | 1  | 1  | 10 | 4  | - Frankrike: Guld - Kanada: Guld - Storbritannien: Platina - USA: Guld | Welcome to the Pleasuredome |
| 1984                                                  | "Two Tribes"                  | 4  | 48 | 1  | 9  | 1  | 4 | 1  | 4  | 9  | 1  | 1  | 43 | 16 | - Kanada: Guld - Storbritannien: Platina                               | Welcome to the Pleasuredome |
| 1984                                                  | "The Power of Love"           | 4  | 20 | 2  | 20 | 10 | — | 2  | 2  | 14 | 4  | 1  | —  | 8  | - Storbritannien: Guld                                                 | Welcome to the Pleasuredome |
| 1985                                                  | "Welcome to the Pleasuredome" | 46 | —  | 2  | 41 | 14 | — | 9  | 20 | —  | 9  | 2  | 48 | 20 | - Storbritannien: Silver                                               | Welcome to the Pleasuredome |
| 1986                                                  | "Rage Hard"                   | 45 | 32 | 2  | 82 | 6  | 8 | 12 | 5  | 19 | 1  | 4  | —  | 12 | - Storbritannien: Silver                                               | Liverpool                   |
| 1986                                                  | "Warriors of the Wasteland"   | —  | 2  | 12 | —  | 26 | — | 30 | 13 | —  | 7  | 19 | —  | —  |                                                                        | Liverpool                   |
| 1987                                                  | "Watching the Wildlife"       | —  | —  | 24 | —  | 47 | — | —  | —  | —  | 23 | 28 | —  | —  |                                                                        | Liverpool                   |
| "—" betecknar att singeln inte tog sig upp på listan. |                               |    |    |    |    |    |   |    |    |    |    |    |    |    |                                                                        |                             |

## Videoalbum
| År   | Albuminformation |
| ---- | --- |
| 1987 | From a Wasteland to an Artificial Paradise - Släppt: 1987 - Skivbolag: RCA/Columbia Pictures International Video - Format: Laserdisc |
| 1993 | Shoot! The Greatest Hits of Frankie Goes to Hollywood - Släppt: 1993 - Skivbolag: Warner Music Vision - Format: VHS, laserdisc       |
| 2000 | Hard On - Släppt: 13 november 2000 - Skivbolag: ZTT - Format: DVD                                                                    |
| 2014 | Frankie Said (Deluxe Edition) - Släppt: 10 februari 2014 - Skivbolag: ZTT, Salvo - Format: CD+DVD                                    |

## Musikvideor
| År   | Titel                         | Regissör(er)                 |
| ---- | ----------------------------- | ---------------------------- |
| 1983 | "Relax"                       | Bernard Rose                 |
| 1984 | "Relax"                       | Godley & Creme               |
| 1984 | "Relax"                       | David Mallet, Brian De Palma |
| 1984 | "Two Tribes"                  | Godley & Creme               |
| 1984 | "The Power of Love"           | Godley & Creme               |
| 1985 | "Welcome to the Pleasuredome" | Bernard Rose                 |
| 1986 | "Rage Hard"                   | Paul Morley, David Bailey    |
| 1986 | "Warriors of the Wasteland"   | Nick Burgess-Jones           |
| 1987 | "Watching the Wildlife"       | Mike Perterly, Josh Thorne   |
| 2009 | "Relax"                       | —                            |